# 耶路撒冷旧城
耶路撒冷旧城是一座位於现代耶路撒冷的東耶路撒冷，佔地0.9平方千米（0.35平方英里）的區域，被城牆環繞著。1860年代以前，這一區就構成了耶路撒冷的整個城市。
如今，舊城區可分為四個不均勻的區域，該傳統分類最早可追溯到19世紀40年代一份英國製作的耶路撒冷城市地圖。 這四個區分別是穆斯林区、基督徒区、亚美尼亚区和猶太區。第五個區域是穆斯林稱為阿克薩清真寺區的圣殿山，舊城區的城牆和城門則是鄂圖曼帝國於1535年至1542年間由蘇萊曼一世建造的。舊城內擁有多個對亞伯拉罕諸教至關重要和神聖的地點，包括猶太教的聖殿山和西墙、基督教的圣墓教堂，以及伊斯蘭教的圆顶清真寺和阿克萨清真寺。1981年，聯合國教科文組織將舊城區及其城牆列為世界遺產名錄的一部分。
儘管名為舊城，但該區域目前的佈局與古代不同。大多數考古學家認為，大卫城是耶路撒冷的原始定居點，坐落於聖殿山以南的一塊岩石尖上，這在青銅時代和鐵器時代是耶路撒冷的核心定居點。城市在此後則向東和北擴展，包括锡安山和聖殿山。 因此，蘇萊曼城牆定義的舊城相對於城市歷史上的早期時期略微向北偏移，比其巔峰時期的尺寸較小，尤其是在第二聖殿時期後期。舊城的當前佈局，在過去1,500年的耶路撒冷古地圖中得到了詳細記錄。
直到19世紀中期，整個耶路撒冷城（大卫墓除外）都被舊城牆包圍。 城牆外的都市發展始於19世紀後期，當時城市的市政邊界擴展到包括阿拉伯村莊，如錫勒萬和新的猶太社區，如平安居所。在第一次中東戰爭後，舊城處於約旦的控制之下。1967年的六日戰爭中，以色列佔領了東耶路撒冷；自那時起，整個城市則成為了以色列佔領區。以色列單方面在1980年的《耶路撒冷法》中宣稱整個耶路撒冷為以色列的首都。根據國際法，東耶路撒冷被定義為以色列佔領的領土。1982年，约旦又要求将其列入濒危世界遗产名录

## 分区

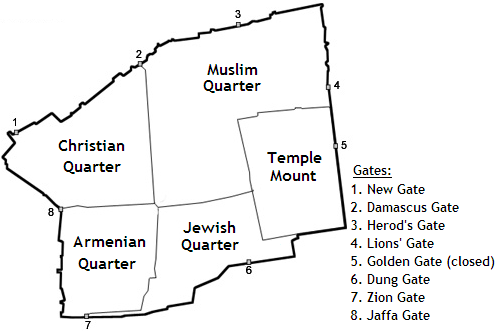
旧城的分区

### 亚美尼亚区
亚美尼亚区是旧城4区中最小的一个。虽然亚美尼亚人也是基督徒，但是亚美尼亚区与基督徒区是分开的。

### 基督徒区
基督徒区位于旧城的西北角，圣墓教堂位于该区。

### 犹太区

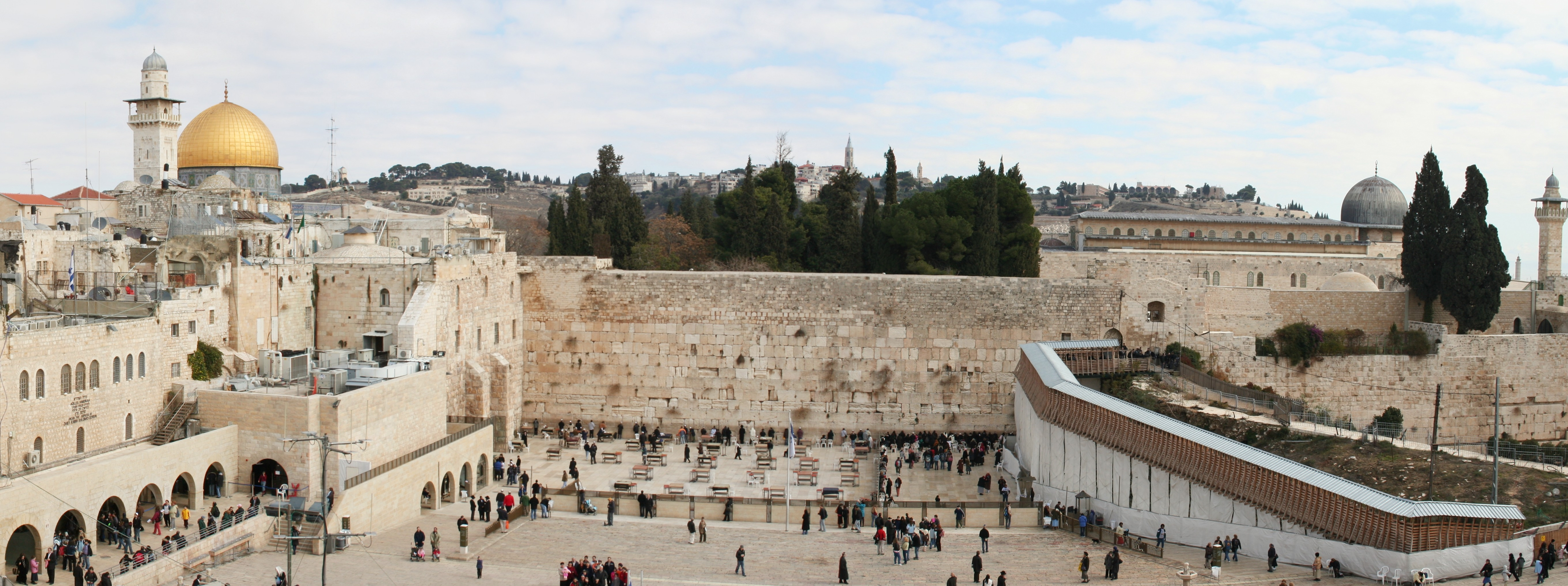
中央是犹太区的西墙，兩側是穆斯林区的圆顶清真寺（左）与阿克萨清真寺（右）

犹太区（希伯來語：‎, HaRova HaYehudi）位于旧城的东南部，南面是亚美尼亚区，东到西墙和圣殿山。自公元前8世纪起，该区几乎一直有犹太人居住。1948年，住在该区的大约2,000名犹太人被包围，被迫全体离开。该区被阿拉伯人洗劫一空，古代的犹太会堂也被摧毁。在1967年的六日战争中，以色列的空降部队从外约旦手中夺取该区。此后该区得到重建，到2004年人口为2,348人 。

### 穆斯林区
穆斯林区是4个区中，面积最大，人口最多，最热闹的区域，位于旧城的东北角。但近年来，有许多犹太人买房在此区定居，通常会挂出以色列国旗。阿克萨清真寺位于该区域，为伊斯兰教的圣地之一。苦路的前半部分也位于穆斯林区。

## 圖冊

耶路撒冷旧城天際線

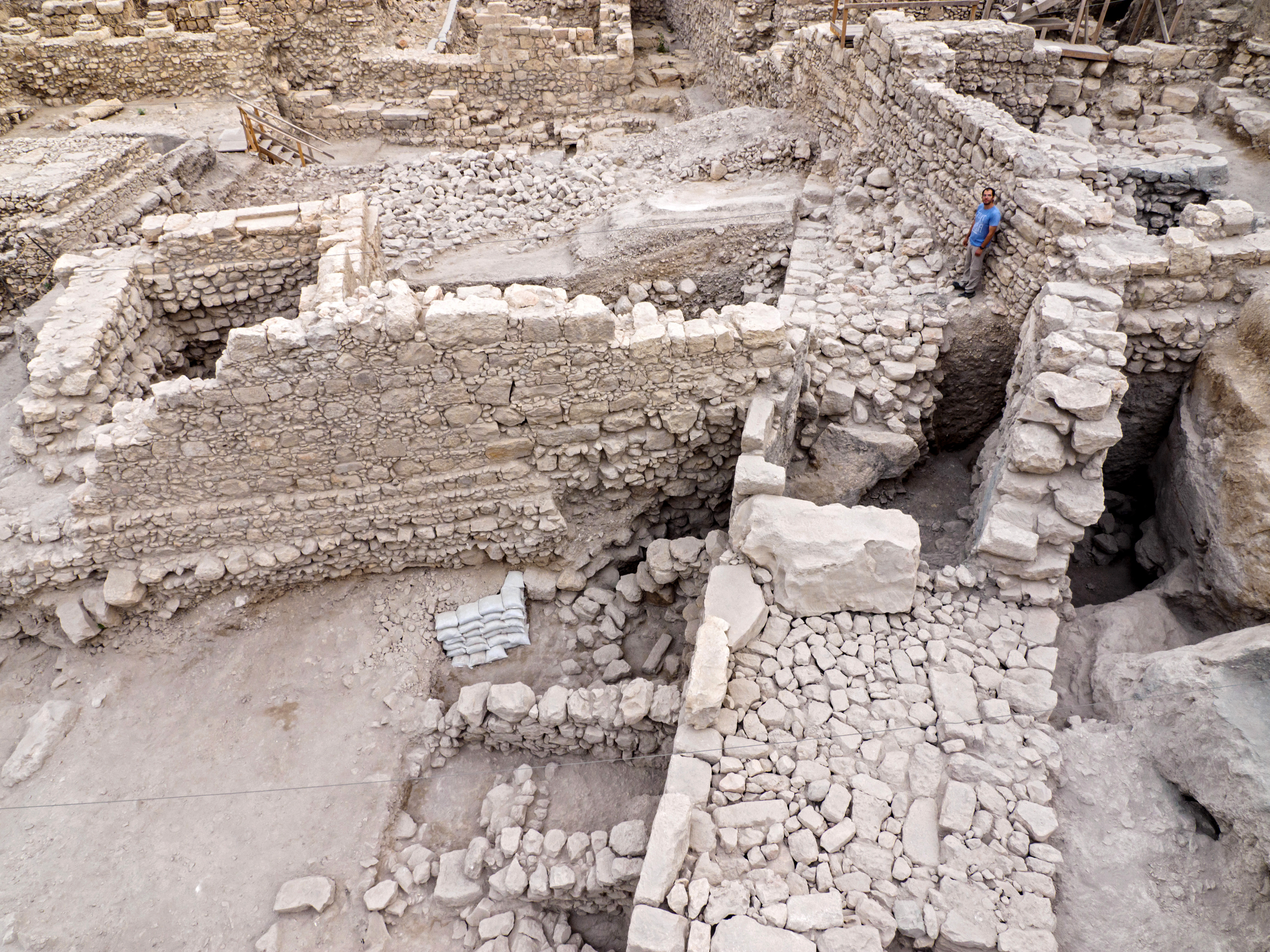
阿克拉堡壘
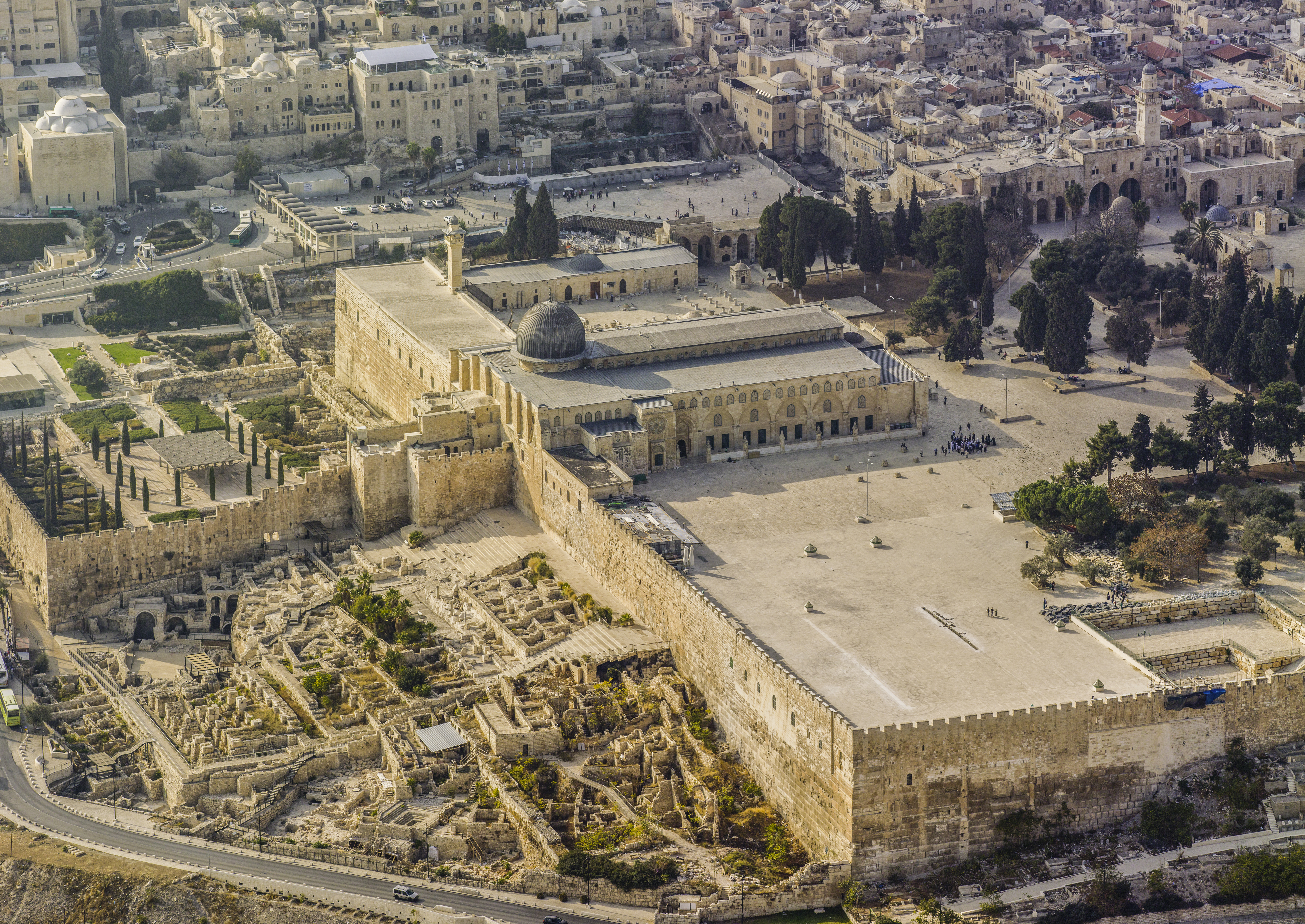
阿克萨清真寺
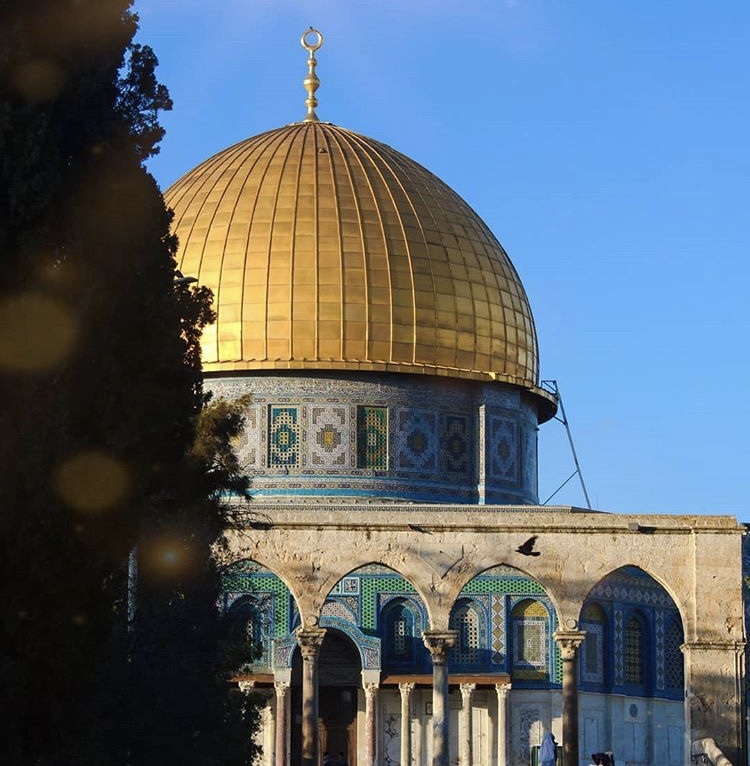
圆顶清真寺
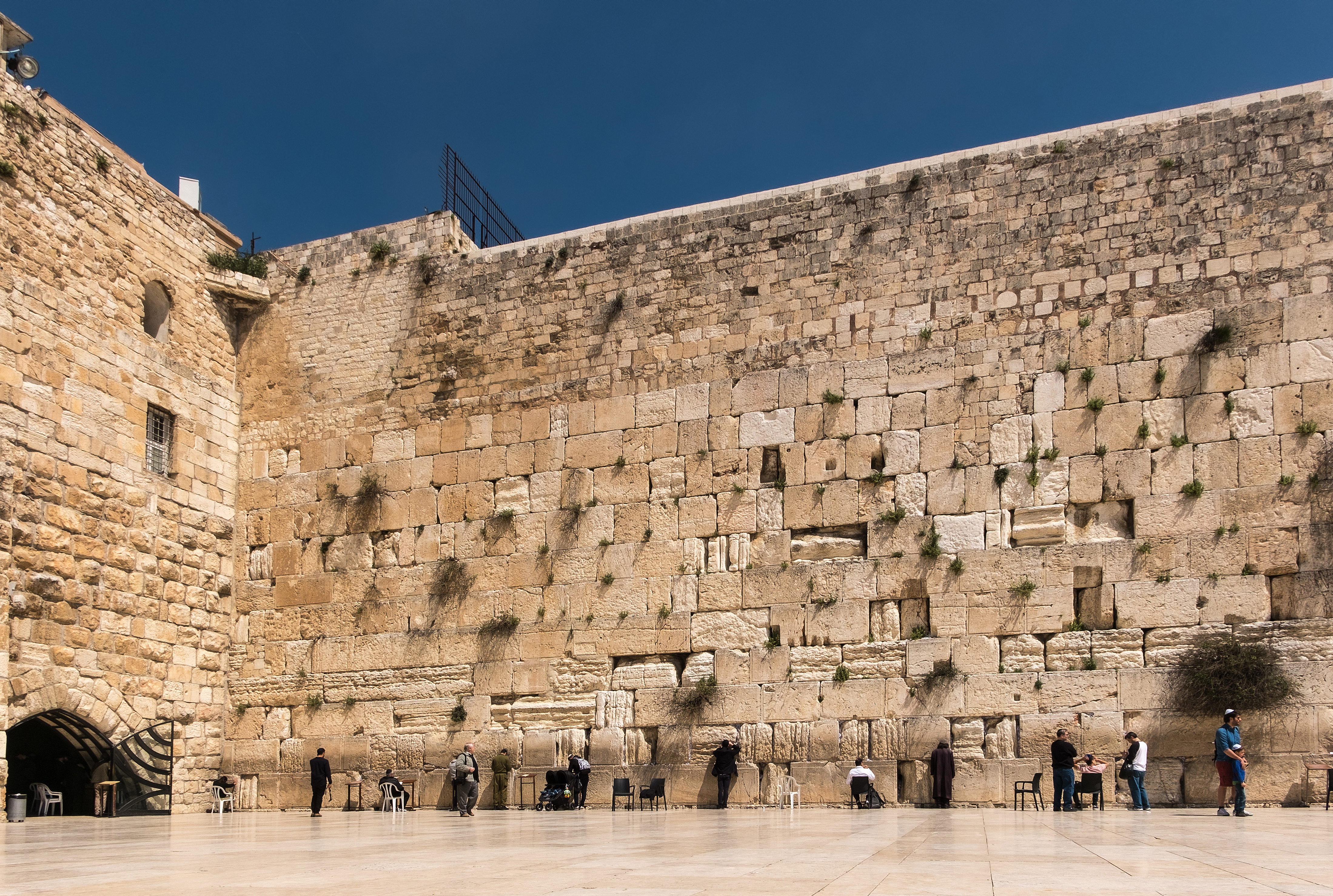
西牆

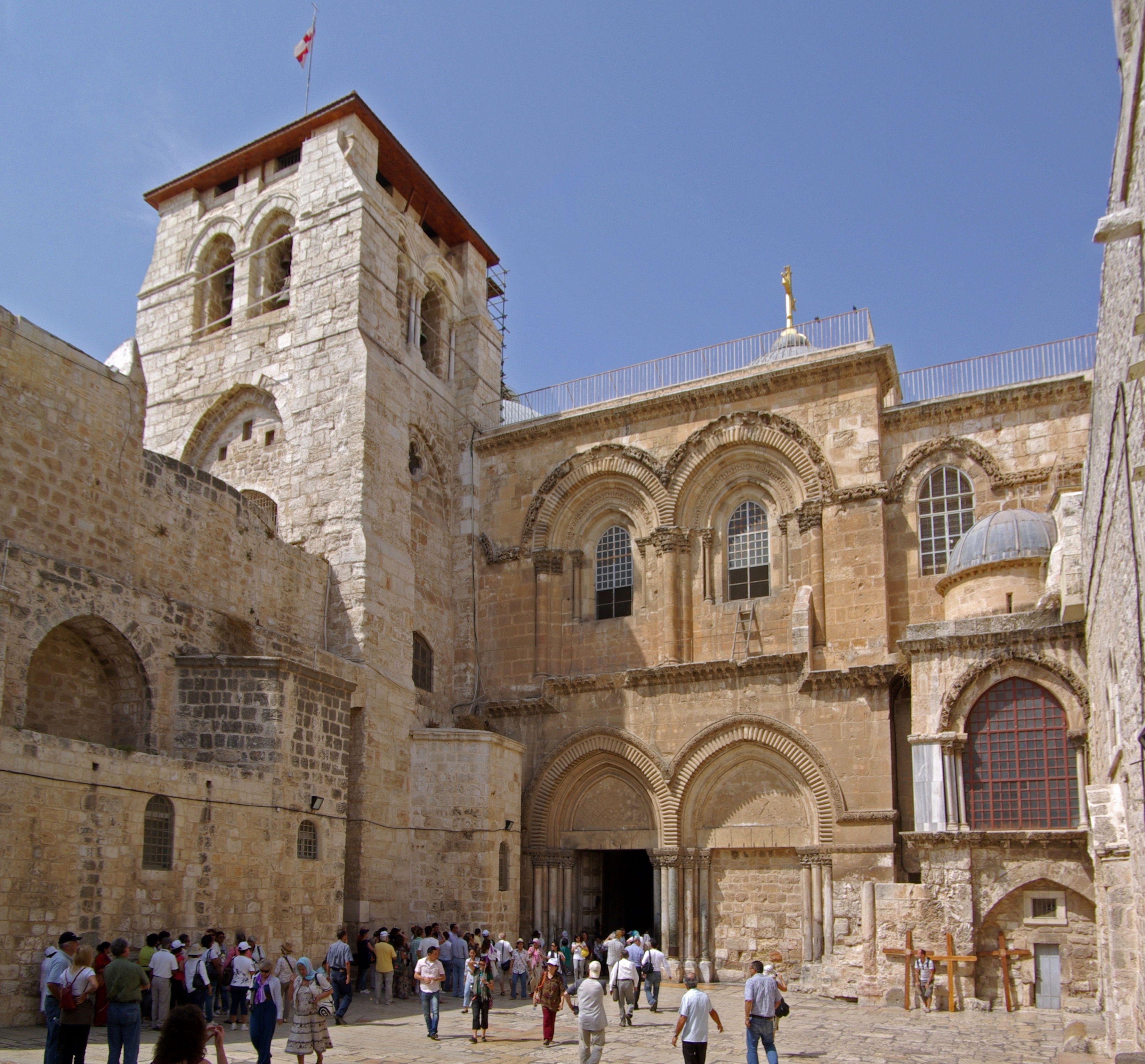
圣墓教堂
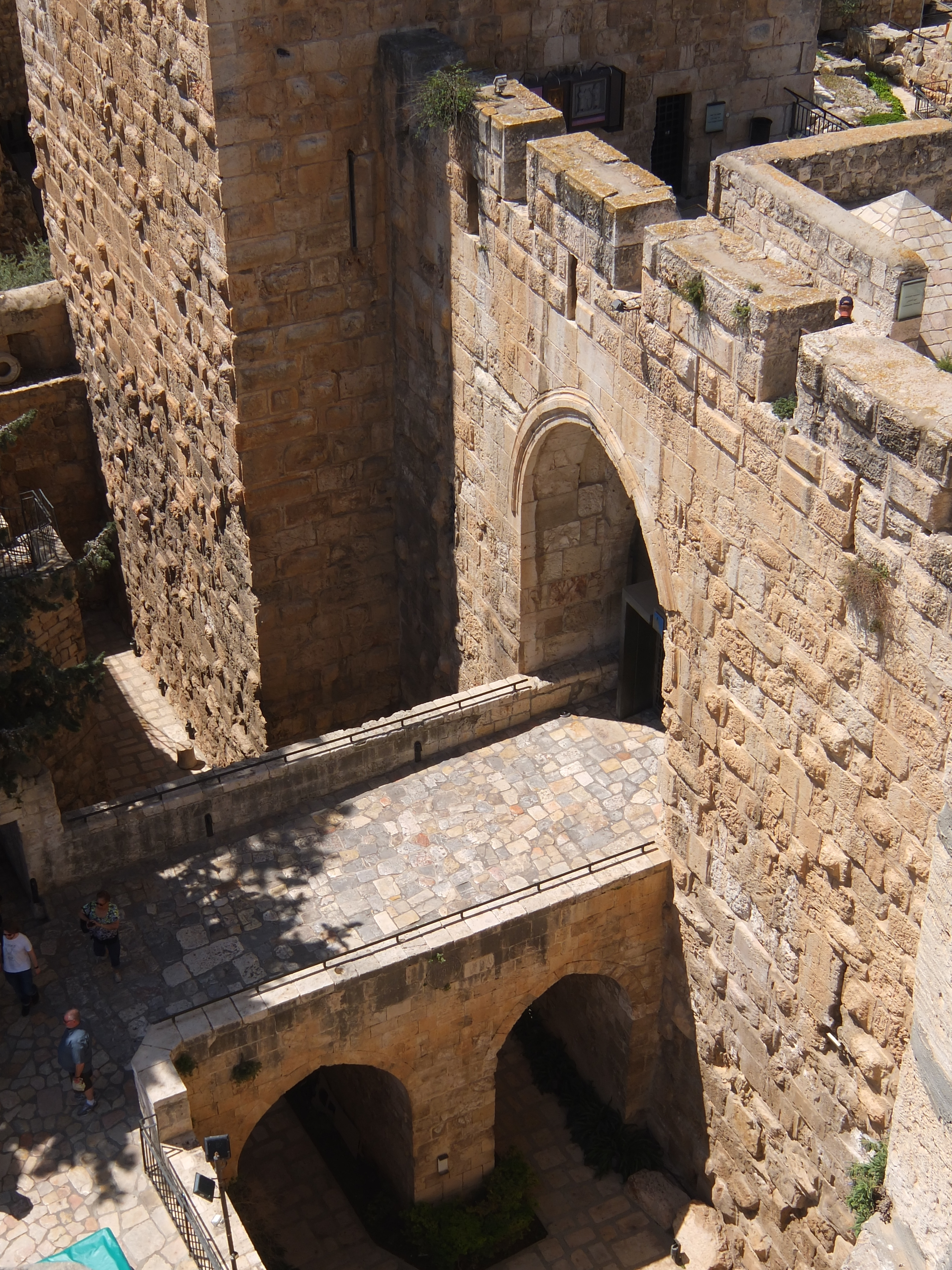
城堡入口，俗稱大衛塔
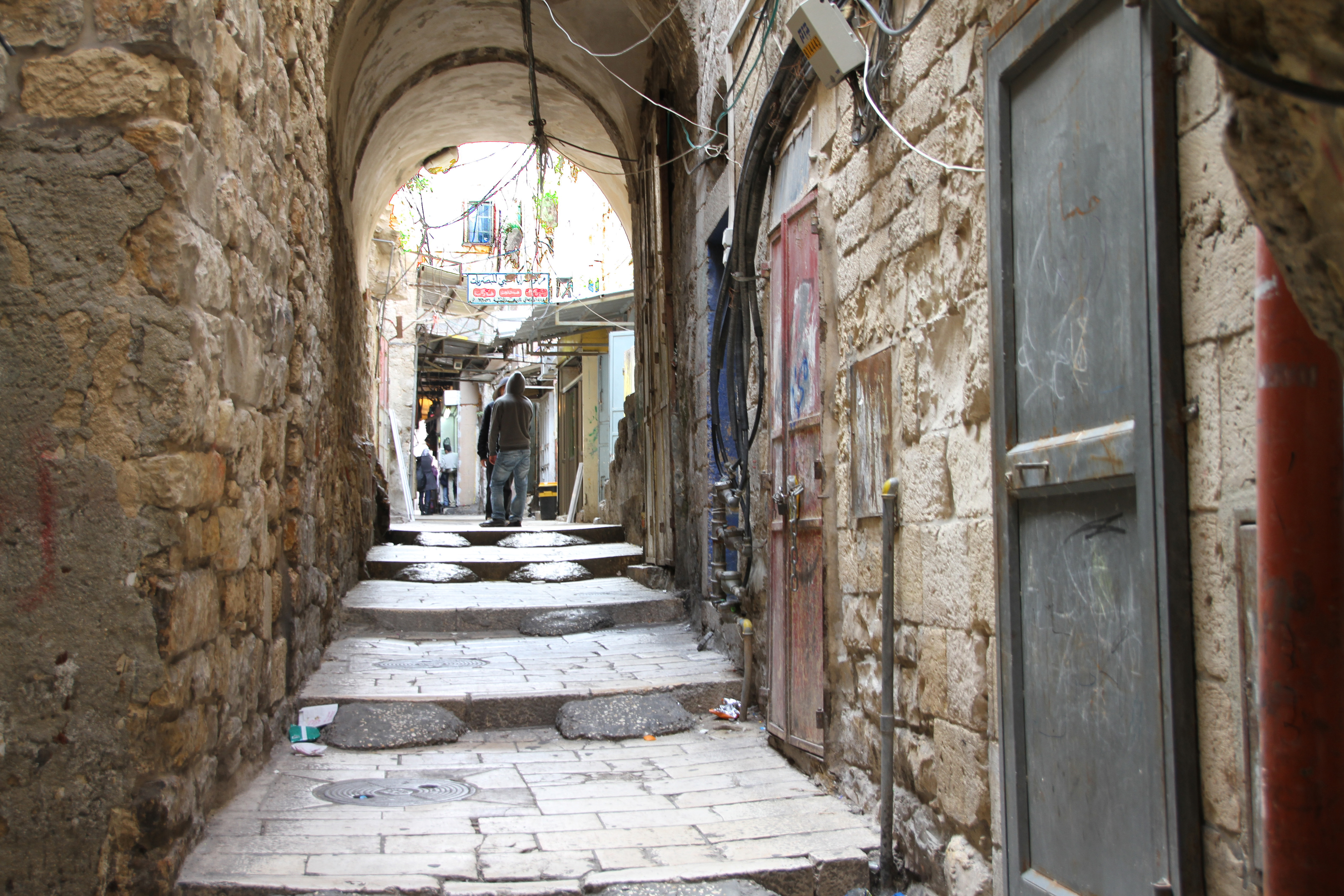
耶路撒冷旧城風景
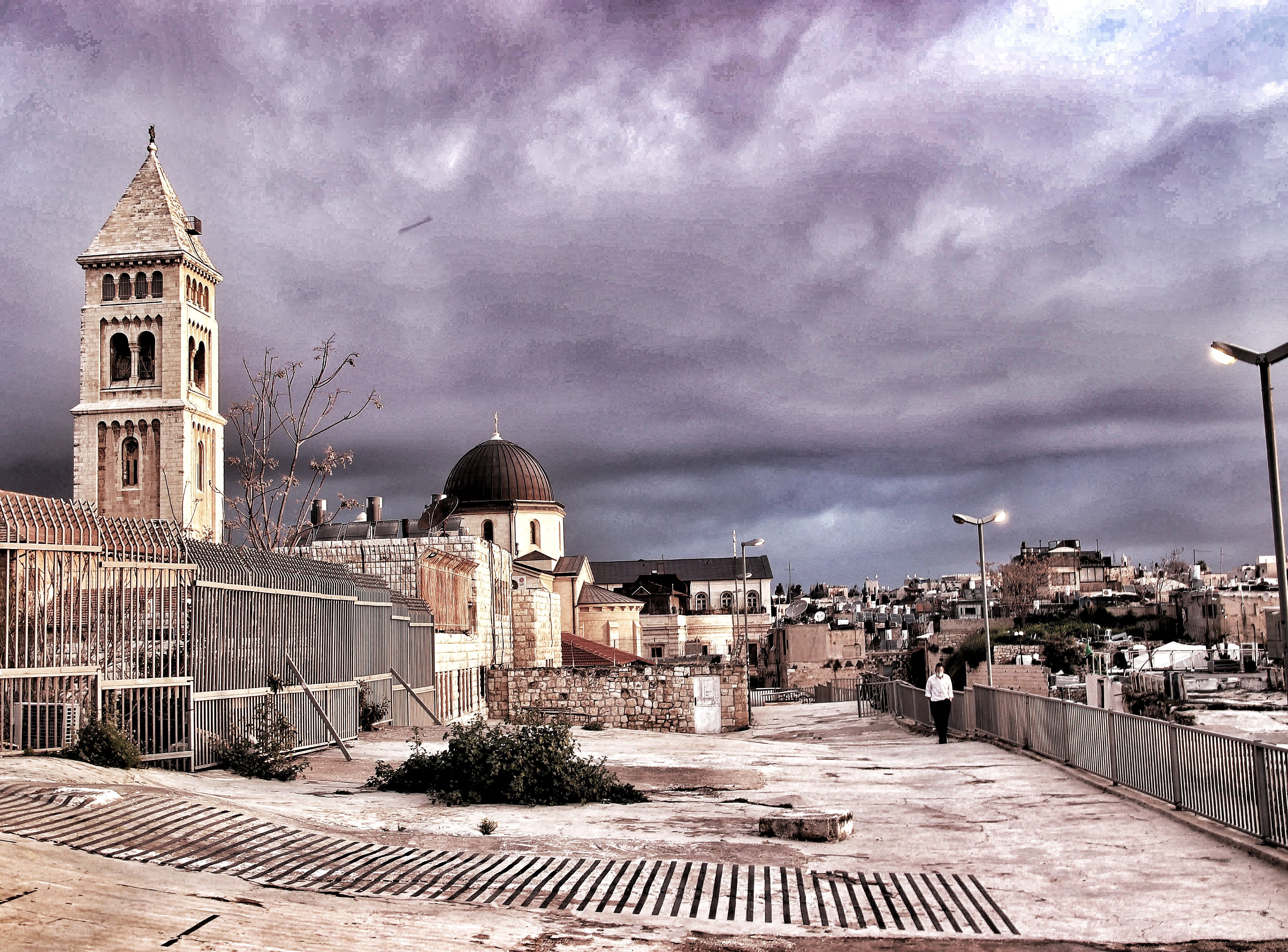
犹太区